# Metsch
Der Metsch stellt eine natürliche Terrasse im Berner Oberland dar, welche sich oberhalb der Lenk im Simmental auf einer Höhe von 1470 m ü. M. etwa 400 m über der Talsohle befindet. Von der Lenk ist Metsch mit Hilfe einer Seilbahn oder dem Postauto erreichbar. Von Metsch ist eine Weiterreise nach Metschberg (1960 m ü. M.) oder nach Metschstand (2097 m ü. M.) und danach über den Hahnenmoospass nach Adelboden möglich. Von Metsch aus hat man Aussicht auf die Kulisse des Wildstrubelmassivs.
Koordinaten: 46° 26′ 39,1″ N, 7° 28′ 12,9″ O; CH1903: 602430 / 143650